# Santuario di Santa Maria Madre della Parola Divina
Il santuario di Santuario di Santa Maria Madre della Parola Divina è un luogo di culto mariano situato a Cà de' Cervi, frazione del comune di Derovere, in provincia e diocesi di Cremona.

## Collocazione
Il santuario si trova in aperta campagna lungo il Canale Delmona che scorre parallelo all’antica Via Postumia.

## Storia
Le origini del culto non sono documentate: secondo la tradizione attorno al 1650, oppure il 1652 ad una bambina sordomuta di nome Monica all'incirca di nove anni che si stava recando a portare il pranzo al padre nei campi, le apparve la Madonna presso un roseto donandole udito e voce e chiedendole che venisse eretta una chiesa in suo onore.
In realtà sul luogo esisteva una da tempi remoti una cappella dedicata alla Vergine di Caravaggio – ancora presente a lato dell’edificio – alla quale i fedeli nutrivano profonda devozione con la presenza di numerosi ex-voto e l’elargizione di abbondanti elemosine.
Con i fondi raccolti dai fedeli e grazie al dono del terreno da parte del nobile Francesco Grasselli proprietario della Cascina Fienile venne elevata la costruzione che vediamo ancora oggi; l'inizio della costruzione potrebbe essere avvenuto nel 1712 e terminata con la casa del custode nel 1720; oppure il santuario venne eretto nell'anno 1724 secondo altre fonti.
Non ha subito modifiche da allora, salvo le pale degli altari che non vi sono più conservate.
Interessante notare come la dedicazione sia più volte mutata nel corso dei secoli: da Beata Vergine di Caravaggio e San Giuseppe a Beata Vergine dell’Apparizione, quindi Beata Vergine di Cà de’ Cervi fino all’attuale.

## Caratteristiche
La facciata, di gusto tipicamente settecentesco, si caratterizza per due coppie di lesene molto slanciate che sostengono una trabeazione con fastigio e cuspidi. Nella luce centrale si apre il portale sopra il quale è collocato un timpano triamgolare molto aggettante e una finestra.
A contrasto con la facciata le pareti laterali si presentano in mattone a vista; semplice ma elegante il campanile..
L’interno è ad aula unica con pianta a croce latina ed abside poligonale, con tre altari in legno e relative ancone; quello di sinistra è dedicato alla Madonna e vi si conserva una statua raffigurante la fanciulla Monica e qui collocata in un periodo compreso tra il 1808 ed il 1834. L’altare di destra è dedicato a San Giuseppe, pure dotato di statua raffigurante il titolare.
L’altare maggiore è stato arretrato per far posto alla nuova mensa collocata a seguito dei dettami post-conciliari. Sopra vi si trova un affresco dedicato alla Vergine Maria.
L’apparato decorativo della volta richiama il tema della storia della salvezza.

## Galleria d'immagini

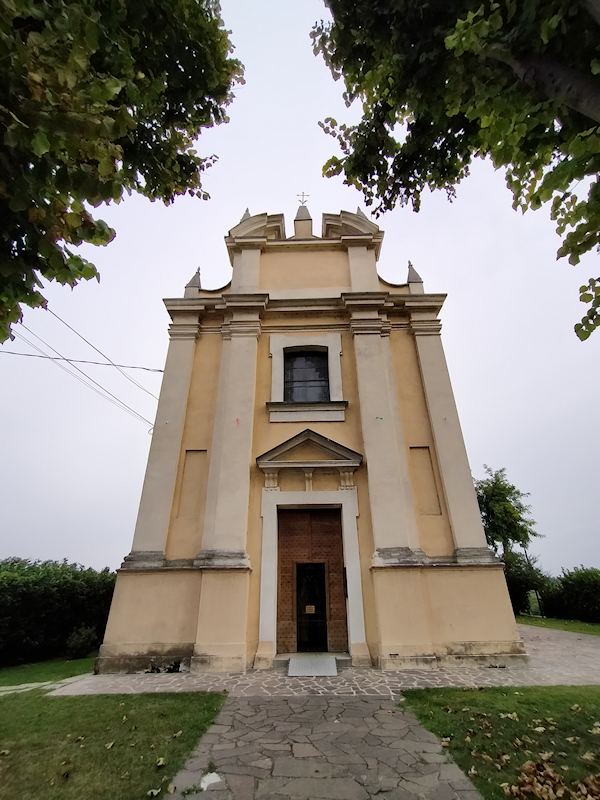
La f acciata
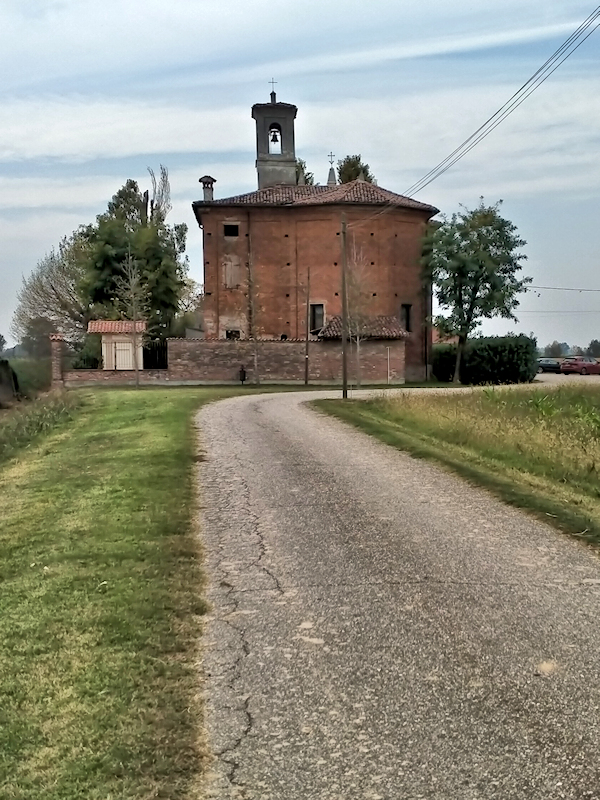
L'abside
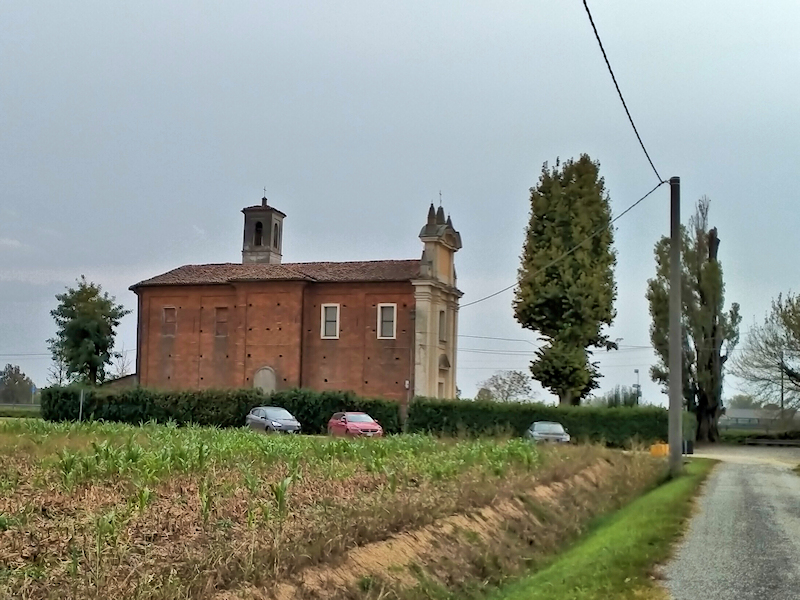
Uno scorcio dalla campagna